# Topologische Quantenfeldtheorie
Die topologische Quantenfeldtheorie (TQFT) ist eine Verbindung der Quantenfeldtheorie mit Topologie, die Ende der 1980er Jahre entstand (Edward Witten, Michael Atiyah). Verbindungen von Quantentheorie zur Topologie hatte es schon vorher gegeben. Wichtige Größen der TQFT sind unabhängig von der Metrik der Mannigfaltigkeiten, auf denen die Quantenfelder definiert sind. Sie sind deshalb als quantenfeldtheoretische Modelle von Interesse, die topologische Invarianten der zugrundeliegenden Mannigfaltigkeiten liefern und fanden deshalb auch in der reinen Mathematik Verwendung, zum Beispiel in der Knotentheorie, in der Topologie von vierdimensionalen Mannigfaltigkeiten und in der Theorie von Modulräumen in der algebraischen Geometrie. In der Physik wurden sie zum Beispiel als Modell für Quantengravitation betrachtet, aber auch als effektive Feldtheorien in der Festkörperphysik, wo topologische Invarianten zum Beispiel beim Quanten-Hall-Effekt von Bedeutung sind.

## Definition
Betrachtet wird der Funktionalintegral-Formalismus von Quantenfeldtheorien, die durch skalare Wirkungsfunktionale {\displaystyle S(\phi _{i})} in den Feldern {\displaystyle \phi _{i}} gegeben sind. Diese sind wiederum als Funktionen auf einer Riemannschen Mannigfaltigkeit mit Metrik {\displaystyle g_{\mu \nu }} definiert. Man betrachtet (zum Beispiel als Observable) Funktionale {\displaystyle O_{j}(\phi )} der Felder und deren Vakuumerwartungswerte:
{\displaystyle \langle O_{1}(\phi _{i})\,O_{2}(\phi _{i})\dotsm O_{n}(\phi _{i})\rangle =\int D[\phi _{i}]\,O_{1}(\phi _{i})\dotsm O_{n}(\phi _{i})e^{-S(\phi _{i})}}
Die Quantenfeldtheorie heißt topologisch, falls die Vakuumerwartungswerte der Produkte von Operatoren nicht von der Metrik abhängen, sie sind invariant unter Variation der Metrik auf M:
{\displaystyle {\frac {\delta }{\delta g^{\mu \nu }}}\langle O_{1}(\phi _{i})\,O_{2}(\phi _{i})\dotsm O_{n}(\phi _{i})\rangle =0}
Die entsprechenden Operatoren werden Observable genannt.
Grundsätzlich gibt es zwei Möglichkeiten eine TQFT zu realisieren. Im einfachsten Fall sind das Wirkungsfunktional und die Operatoren metrikunabhängig, dann spricht man von TQFT vom Schwarz-Typ (nach Albert S. Schwarz). Ein Beispiel ist die Chern-Simons-Eichtheorie. Das erwies sich aber vielfach als zu einschränkend. Im Fall von TQFT vom Witten-Typ (oder kohomologischen TQFT) wird verlangt, dass eine skalare Symmetrie existiert (deren infinitesimale Transformationen mit {\displaystyle \delta } bezeichnet wird, was aber nicht mit der Variation verwechselt werden sollte), unter der das Wirkfunktional und die Observablen invariant sind:
{\displaystyle \delta S(\phi _{i})=0} und {\displaystyle \delta O_{k}(\phi _{i})=0}
Außerdem soll für den Energie-Impuls-Tensor, definiert durch
{\displaystyle T_{\mu \nu }(\phi _{i})={\frac {\delta }{\delta g^{\mu \nu }}}S(\phi _{i})},
gelten:
{\displaystyle T_{\mu \nu }=\delta G_{\mu \nu }(\phi _{i})},
wobei {\displaystyle G_{\mu \nu }} ein Tensor ist. Das stellt sicher, dass die Vakuumerwartungswerte der Produkte von Observablen bei Variation der Metrik verschwinden.
Ein Beispiel für TQFT vom Witten-Typ ist die Donaldson-Witten-Theorie.

## Geschichte
Erste Ansätze zur TQFT stammen von Albert S. Schwarz, der 1978 Ray-Singer-Torsion, eine topologische Invariante, durch eine Verteilungsfunktion einer Quantenfeldtheorie ausdrückte. Grundlegend für die weitere Entwicklung – nicht nur bei TQFT – war Edward Wittens Arbeit von 1982 über Supersymmetrie und Morsetheorie. 1988 gelang es Witten dann in seinem Aufsatz Topological Quantum Field Theory, zwei wichtigen mathematische Entwicklungen, den Theorien von Simon Donaldson über topologische Invarianten von 4-Mannigfaltigkeiten (die wesentlich selbstduale Yang-Mills-Theorien auf 4-Mannigfaltigkeiten und deren Instantonen benutzte) und von Andreas Floer (Floer-Homologie) bei 3-Mannigfaltigkeiten, eine Interpretation mit Hilfe einer TQFT zu geben. Um die gleiche Zeit entwickelte Michael Atiyah einen axiomatischen Zugang zu TQFT und interpretierte damit die Theorien von Witten, Donaldson, Floer und anderen. Ein Höhepunkt der Entwicklung war bald darauf die Berechnung von Knoteninvarianten durch Witten mit der Chern-Simons-Theorie.

## Axiomatische Definition
Axiomatische Ansätze zur Charakterisierung topologischer Quantenfeldtheorien stammen größtenteils von Michael Francis Atiyah, der durch Axiome für konforme Feldtheorien von Graeme Segal und die (oben erwähnte) geometrische Interpretation der Supersymmetrie Edward Wittens inspiriert wurde. Sie sind vor allem für TQFT vom Schwarz-Typ nützlich und es ist unklar, ob sie alle TQFT vom Witten-Typ umfassen. Die grundlegende Idee ist, eine topologische Quantenfeldtheorie durch einen Funktor einer gewissen Kategorie von Kobordismen in die Kategorie der Vektorräume zu definieren.
Sei {\displaystyle \Lambda } ein kommutativer Ring mit 1 (in der Regel {\displaystyle \Lambda =\mathbb {Z} }, {\displaystyle \mathbb {R} } oder {\displaystyle \mathbb {C} }). Die Axiome einer topologischen Quantenfeldtheorie auf einer Mannigfaltigkeit der Dimension {\displaystyle d} definiert über dem Ring {\displaystyle \Lambda } basieren auf folgenden Objekten:
- Ein endlich erzeugter {\displaystyle \Lambda }-Modul {\displaystyle Z(\Sigma )}, der jeder orientierten geschlossenen glatten d-dimensionalen Mannigfaltigkeit {\displaystyle \Sigma } zugeordnet wird
- Ein Element {\displaystyle Z(M)\in \mathrm {Z} (\partial M)} in Verbindung mit jeder orientierten glatten (d+1)-dimensionalen berandeten Mannigfaltigkeit {\displaystyle M} (mit Rand {\displaystyle \partial M})

Die Axiome sind dann:
- 1. {\displaystyle \mathrm {Z} } ist funktorial in Bezug auf die die Orientierung erhaltenden Diffeomorphismen von {\displaystyle \Sigma } und {\displaystyle M}.
- 2. {\displaystyle \mathrm {Z} } ist involutorisch, das heißt {\displaystyle Z(\Sigma ^{*})} = {\displaystyle Z(\Sigma )^{*}}, wobei {\displaystyle \Sigma ^{*}} die Mannigfaltigkeit {\displaystyle \Sigma } mit der entgegengesetzten Orientierung und {\displaystyle Z(\Sigma )^{*}} den zu {\displaystyle Z(\Sigma )} dualen Modul bezeichnet.
- 3. {\displaystyle \mathrm {Z} } ist multiplikativ. Für disjunkte d-dimensionale Mannigfaltigkeiten {\displaystyle \Sigma _{1}}, {\displaystyle \Sigma _{2}} gilt {\displaystyle Z(\Sigma _{1}\cup \Sigma _{2})=Z(\Sigma _{1})\otimes Z(\Sigma _{2})}.
- 4. {\displaystyle \mathrm {Z} (\Phi )} = {\displaystyle \Lambda } für die d-dimensionale leere Mannigfaltigkeit {\displaystyle \Phi } und {\displaystyle \mathrm {Z} (\Phi )=1} für die (d+1)-dimensionale leere Mannigfaltigkeit {\displaystyle \Phi }.
- 5. {\displaystyle \mathrm {Z} (M^{*})} = {\displaystyle {\overline {\mathrm {Z} (M)}}}. Äquivalent dazu, ist {\displaystyle \mathrm {Z} (M^{*})} disjunkt zu {\displaystyle \mathrm {Z} (M)}.

Axiome 4 und 5 wurden von Atiyah ergänzt.

## Physikalische Interpretation
Der zweite und der vierte Punkt sind mit der zugrundeliegenden Mannigfaltigkeit (im Fall der Raumzeit mit relativistischer Invarianz) verbunden, während der dritte und der fünfte die quantenmechanischen Eigenschaften repräsentiert.
{\displaystyle \Sigma } ist der physikalische Raum (also dreidimensional in den üblichen physikalischen Theorien) und die Zusatzdimension {\displaystyle I} bei dem Produkt {\displaystyle \Sigma \times I} stellt eine „imaginäre Zeit“ dar, das heißt die übliche Zeitvariable mit der imaginären Einheit {\displaystyle i} als Vorfaktor. Das Modul {\displaystyle Z(\Sigma )} ist der Hilbertraum der betrachteten Quantentheorie. Mit dem Hamilton-Operator {\displaystyle H} ergibt sich der im Hilbertraum der quantenmechanischen Zustände wirkende Zeitentwicklungsoperator {\displaystyle e^{itH}} bzw. der Zeitentwicklungsoperator zur „imaginären Zeit“ {\displaystyle e^{-tH}}. Die wichtigsten Eigenschaften topologischer Feldtheorien sind {\displaystyle H=0} und, dass es keine Dynamik bzw. Ausbreitung entlang des Zylinders {\displaystyle \Sigma \times I} gibt. Es kann aber ein Tunneln von Σ0 nach Σ1 über eine dazwischen liegende Mannigfaltigkeit {\displaystyle M} mit {\displaystyle \partial M=\Sigma _{0}^{*}\cup \Sigma _{1}} geben.
Für {\displaystyle \partial M=\Sigma } stellt der Vektor {\displaystyle Z(M)} im Hilbertraum {\displaystyle Z(\Sigma )} den Vakuumzustand auf {\displaystyle M} dar. Für eine geschlossene Mannigfaltigkeit {\displaystyle M} ist {\displaystyle Z(M)} der Vakuumerwartungswert.
Die Entwicklung einer dreidimensionalen Mannigfaltigkeit (zum Beispiel eines Knotens) in der vierdimensionaler Raumzeit (oder allgemeiner einer d-dimensionalen Mannigfaltigkeit in der (d+1)-dimensionalen Raumzeit) entspricht einem Kobordismus. Sei {\displaystyle A} ein Raum (zum Beispiel ein Knoten) zum Zeitpunkt {\displaystyle t_{\text{1}}} und {\displaystyle B} der Raum zum Zeitpunkt {\displaystyle t_{\text{2}}}, so ist die Weltfläche {\displaystyle C} dieser Räume ein Kobordismus mit A und B als dessen Rändern: {\displaystyle \partial C=A\cup B}. Die zugehörigen Hilberträume von A und B werden in der TQFT durch Operatoren aufeinander abgebildet, die nur von der Topologie von {\displaystyle C} abhängen.

## Beispiele

### Chern-Simons-Theorie
Die Chern-Simons-Theorie ist eine TQFT vom Schwarz-Typ mit einer Eichgruppe {\displaystyle G} und zugehörigem Hauptfaserbündel mit Zusammenhang {\displaystyle A}. Das Wirkungsfunktional ist das Integral der Chern-Simons-3-Form über die dreidimensionale Mannigfaltigkeit {\displaystyle M}:
{\displaystyle S={\frac {k}{4\pi }}\int _{M}{\text{Sp}}\,(A\wedge dA+{\tfrac {2}{3}}A\wedge A\wedge A)}
Dabei steht {\displaystyle {\text{Sp}}} für die Spurbildung in der Eichgruppe. Die Chern-Simons-Theorie bietet einen feldtheoretischen Rahmen zur Beschreibung dreidimensionaler Knoten und Verschlingungen (Links). Witten zeigte, dass die Vakuumerwartungswerte von durch Wilson-Loops gegebenen Operatoren topologische Knoteninvarianten ergeben. Wilson-Loops zu einer Schleife {\displaystyle K} in {\displaystyle M} sind definiert als
{\displaystyle W_{R}(K)={\text{Sp}}_{R}\,{\mathcal {P}}\,\exp {i\oint _{K}A}},
wobei {\displaystyle R} eine irreduzible Darstellung von {\displaystyle G} bezeichnet und {\displaystyle {\mathcal {P}}} die Wegordnung des Exponentials. Ein Link wird als Vereinigung von Schleifen betrachtet und die Korrelationsfunktion der zugehörigen Wilsonloops ist im Fall {\displaystyle G=SU(N)} proportional zum HOMFLY-Polynom (für {\displaystyle N=2} liegt der Spezialfall des Jones-Polynoms vor), für {\displaystyle G=SO(N)} erhält man die Kauffman-Polynome. Auch die Vassiliev-Invarianten der Knotentheorie (nach Wiktor Anatoljewitsch Wassiljew) können störungstheoretisch in der Chern-Simons-Theorie berechnet werden (sie sind Koeffizienten der störungstheoretischen Entwicklung der Korrelationsfunktionen).
Neben der hier betrachteten dreidimensionalen Theorie gibt es auch höherdimensionale Verallgemeinerungen.
Die Chern-Simons-Theorie ist die nichtabelsche Verallgemeinerung der einfachsten TQFT vom Schwarz-Typ:
{\displaystyle S=\int _{M}{\text{Sp}}\,(\,A\wedge dA\,)}

### BF-Theorie
Eine weitere topologische Quantenfeldtheorie stellt die BF-Theorie dar (BF steht für Background Field, Hintergrundfeld). Sie ist als einzige topologische Feldtheorie konsistent in jeder Dimension formulierbar. Ihre Wirkung ist folgendermaßen definiert:
{\displaystyle S=\int _{M}{\text{Sp}}(\mathbf {B} \wedge \mathbf {F} )}
Wieder gibt es zur Eichgruppe {\displaystyle G} ein Hauptfaserbündel (Prinzipalbündel) mit Zusammenhang {\displaystyle A}. Außerdem gibt es ein dynamisches Feld {\displaystyle B}, das im hier betrachteten Fall einer vierdimensionalen Mannigfaltigkeit M eine 2-Form mit Werten in der adjungierten Darstellung der Eichgruppe ist (im allgemeinen {\displaystyle d}-dimensionalen Fall ist sie eine {\displaystyle (d-2)}-Form). Die Spurbildung erfolgt in der gewählten Darstellung der Eichgruppe.
Die Krümmung {\displaystyle F} ist gegeben durch
{\displaystyle \mathbf {F} \equiv d\mathbf {A} +\mathbf {A} \wedge \mathbf {A} }.
Die BF-Theorie verallgemeinert den Fall der Yang-Mills-Theorie, in der {\displaystyle B} durch {\displaystyle *F} gegeben ist, mit dem Hodge-Stern-Operator *, der der 2-Form {\displaystyle F} die {\displaystyle (d-2)}-Form {\displaystyle *F} zuordnet ({\displaystyle d} ist die Dimension der zugrundeliegenden Mannigfaltigkeit M). Das Wirkfunktional ist bei der Yang-Mills-Theorie proportional:
{\displaystyle S\sim \int _{M}{\text{Sp}}(*\mathbf {F} \wedge \mathbf {F} )}
Eine bestimmte Formulierung der Einstein-Hilbert-Wirkung der Gravitation hat die Form einer BF-Theorie.

### Wittensche Feldtheorien
Die Donaldson-Witten-Theorie ist eine der wichtigsten Vertreter der Wittenschen Feldtheorien. Sie bietet eine Möglichkeit zum Studium 4-dimensionaler, glatter Mannigfaltigkeiten. Wichtig sind hier Seiberg-Witten-Invarianten.
Die erste Version einer solchen Feldtheorie wurde von Edward Witten 1988 in Form einer topologischen Yang-Mills-Theorie veröffentlicht, einer getwisteten Version einer supersymmetrischen Yang-Mills-Theorie in vier Raum-Zeit-Dimensionen. Witten konnte damit Invarianten von Simon Donaldson für vierdimensionale Mannigfaltigkeiten und von Andreas Floer (Floer-Homologie) im Rahmen einer TQFT interpretieren.
Wie schon oben dargestellt, beruhen TQFT vom Witten-Typ auf der Existenz einer skalaren Symmetrie {\displaystyle \delta }:
1. Die Wirkung {\displaystyle S} der Theorie genügt einer Symmetrie, das heißt, wenn {\displaystyle \delta } die Symmetrietransformation bezeichnet (zum Beispiel eine Lie-Ableitung), dann bleibt {\displaystyle \delta S=0}.
2. Die Symmetrietransformation ist exakt, das heißt {\displaystyle \delta ^{2}=0}.
3. Es gibt Observablen {\displaystyle O_{1},\dotsc ,O_{n}}, die {\displaystyle \delta O_{i}=0} für alle {\displaystyle i\in \{1,\dotsc ,n\}} genügen.
4. Der Energie-Impuls-Tensor ist in der Form {\displaystyle T^{\alpha \beta }=\delta G^{\alpha \beta }} für einen beliebigen Tensor {\displaystyle G^{\alpha \beta }} gegeben.

## Metrikunabhängigkeit
Die topologische Quantenfeldtheorie ist gegenüber der Metrik und Koordinatentransformationen der Raumzeit invariant, das heißt, dass sich zum Beispiel die Korrelationsfunktionen der Feldtheorie bei Veränderungen der Raumzeit-Geometrie nicht ändern. Deshalb sind topologische Feldtheorien auf klassischen Minkowski-Räumen aus der Speziellen Relativitätstheorie und der Elementarteilchenphysik nicht besonders nützlich, da der Minkowski-Raum aus topologischer Sicht ein kontrahierbarer Raum ist und sämtliche topologischen Invarianten trivial sind. Daher werden topologische Feldtheorien meistens nur auf gekrümmten Riemannschen Flächen bzw. auf gekrümmten Raumzeiten betrachtet und sind für das Studium von Modellen der Quantengravitation von Interesse, deren Formulierung in Bezug auf die Metrik hintergrundunabhängig sein sollte.